# Flughafen Ciudad Obregón

i8
i11
i13
Der Flughafen Ciudad Obregón (spanisch Aeropuerto Internacional de Ciudad Obregón, IATA-Code: CEN, ICAO-Code: MMCN) ist ein internationaler Flughafen bei der Großstadt Ciudad Obregón im Norden des Bundesstaats Sonora im Nordosten Mexikos.

## Lage
Der Flughafen Ciudad Obregón liegt bei der etwa 40 km (Luftlinie) östlich des Golfs von Kalifornien gelegenen mexikanischen Großstadt Ciudad Obregón und etwa 1400 km nordwestlich von Mexiko-Stadt in einer Höhe von ca. 62 m.

## Flugverbindungen
Derzeit werden ausschließlich nationale Flüge zu verschiedenen Städten Mexikos (in erster Linie Mexiko-Stadt) abgewickelt.

## Passagierzahlen
Im Jahr 2019 wurden erstmals annähernd 375.000 Passagiere gezählt. Danach erfolgte ein deutlicher Rückgang infolge der COVID-19-Pandemie.